# ۱۰٬۰۰۰ شب هیچ‌کجا
۱۰٬۰۰۰ شب هیچ‌کجا (اسپانیایی: 10.000 noches en ninguna parte‎) فیلمی اسپانیایی به کارگردانی رامون سالاسار است که در سال ۲۰۱۳ منتشر شد. تصویربرداری این فیلم طی ۳ سال انجام شد. از بازیگران آن می‌توان به لولا دوئنیاس، نایوا نیمری و سوسی سانچس اشاره کرد.

## خلاصه داستان
مردی ناشناس (که در فیلم با نام «پسر» معرفی می‌شود) سه زندگی موازی را در مادرید (با خانواده ناکارآمدش: «مادر» و «خواهر»)، پاریس (با یک «دوست») و برلین (با گروهی از دوستانش: کلودیا، آنا و لئون) تجربه می‌کند.

## نامزدی‌ها و جوایز
| سال  | جایزه                                      | رده                                | نامزدی(ها)      | نتیجه    | منبع        |
| ---- | ------------------------------------------ | ---------------------------------- | --------------- | -------- | ----------- |
| ۲۰۱۴ | ۲۸مین جایزه گویا                           | بهترین بازیگر نقش مکمل زن          | سوسی سانچس      | نامزدشده | [ ۳ ]       |
| ۲۰۱۴ | ۲۳مین دورۀ جوایز اتحادیه بازیگران مرد و زن | بهترین بازیگر مرد فیلم در نقش اصلی | آندرس خرترودیکس | نامزدشده | [ ۴ ] [ ۵ ] |
| ۲۰۱۴ | ۲۳مین دورۀ جوایز اتحادیه بازیگران مرد و زن | بهترین بازیگر زن فیلم در نقش اصلی  | سوسی سانچس      | برنده    | [ ۴ ] [ ۵ ] |
| ۲۰۱۴ | ۲۳مین دورۀ جوایز اتحادیه بازیگران مرد و زن | بهترین بازیگر نقش دوم زن           | لولا دوئنیاس    | نامزدشده | [ ۴ ] [ ۵ ] |